# Пам'ятник Климу Савуру в Рівному
Пам'ятник Климу Савуру у Рівному — пам'ятник полковнику УПА, командиру УПА-Північ Климу Савуру (Дмитру Клячківському). Встановлений у центрі міста Рівне на вулиці Соборній, 16. Пам'ятник було урочисто відкрито 2002 року.
Автори пам'ятника — скульптор В. Шолудько та архітектори Т. Мельничук і В. Ковальчук.
Пам'ятник Климу Савуру — пам'ятка монументального мистецтва місцевого значення, взята на державний облік розпорядженням голови Рівненської обласної державної адміністрації № 260 від 15 травня 2003 р. Щорічно біля пам'ятника проводиться вшанування.

## Історичні дані
Народився Дмитро Клячківський 1911 р. у м. Збараж на Тернопільщині. Член ОУН з 30-х рр. XX століття. У 1940 році репресований радянською владою і засуджений до 10 років ув'язнення. 1941 року втікає з Бердичівської в'язниці, уникнувши розстрілу. З кінця 1941 року керівник підпілля ОУН на Волині та Поліссі. Певний час нелегально мешкав у м. Рівне. Був організатором і командиром УПА на Волині, командиром УПА-Північ. За керівництва Дмитра Клячківського загони ОУН та УПА провели перші масові антипольські акції, які переросли в обопільні етнічні чистки, відомі як Волинська трагедія.
12 лютого 1945 р. вбитий солдатами  внутрішніх військ НКВС у ході проведення «Військово-чекістської операції», недалеко від населеного пункту Суськ. Тіло командира УПА, за даними Служби безпеки України, ймовірно, закопане в безіменній могилі на цвинтарі «Грабник» у м. Рівне.
У 1952 р. Д.Клячківського посмертно нагороджено Золотим Хрестом Заслуги ОУН та надано військове звання полковника УПА.

## Опис об'єкта
Пам’ятник Климу Савуру розміщений на платформі з чотирма сходинками. На прямокутному п'єдесталі встановлено усічений доверху обеліск. У верхній частині, у розрізі обеліска розміщена скульптурна композиція.
Композиція являє собою погруддя Клима Савура, з правої сторони від нього розвивається стилізований прапор, під яким зображена група озброєних воїнів. Група бійців символізує підрозділ УПА-Північ, який діяв під проводом Клима Савура.
У верхній частині обеліска зображено тризуб. Ліворуч до постаменту примикає стела у формі різностороннього  трикутника з лівим «рваним» ребром. У верхній частині стели барельєфними літерами розміщено напис:
«Клим Савур»,
у нижній частині золотими літерами викарбувано:
«Споруджено до 60-річчя Української Повстанчої Армії Головному командиру УПА Климу Савуру та тисячам українських патріотів,які знайшли свій останній спочинок під мурами Рівненської в’язниці НКВД
СЛАВА УКРАЇНІ!                                              ГЕРОЯМ СЛАВА!
14 жовтня року Божого 2002.                Покрова Пресвятої Богородиці»